# Dahn
Dahn est une ville allemande située en Rhénanie-Palatinat, dans l'arrondissement du Palatinat-Sud-Ouest.

## Géographie
Autour de la ville de Dahn s'étend une région accidentée, avec des châteaux forts et de nombreuses formations rocheuses de grès rouge. 
Pas moins de 47 monolithes sont ici classés monuments naturels.

## Sites et monuments
Elle est connue pour son château situé en hauteur près de l'école et le monolithe de grès, Jungfernsprung, qui la surmonte.

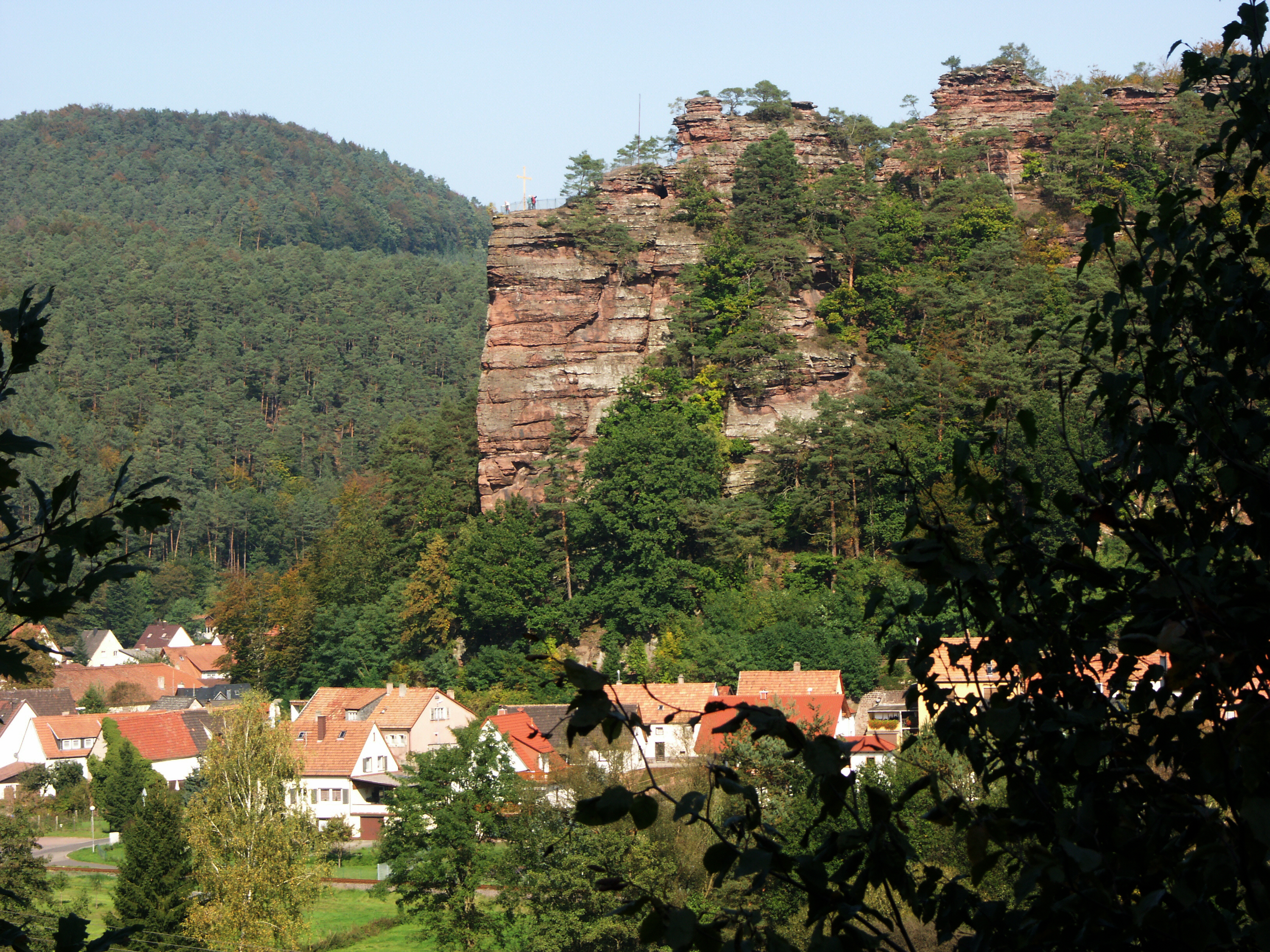
Jungfernsprung, monolithe de grès visible au-dessus de la ville.